# دهستان میشان
دهستان میشان نام دهستانی در بخش ماهورمیلانی شهرستان ممسنی، استان فارس در ایران است. براساس سرشماری مرکز آمار ایران در سال ۱۳۸۵، جمعیت آن ۴۳۰۱ نفر (۹۹۰ خانوار) بوده‌است.